# Юлий Непот
Юлий Непот (на латински: Julius Nepos) е един от последните императори на Западната римска империя, управлявал от 474 до 475 г. (номинално до 480 г.).
Непот е син на Непоциан, главнокомандващия войската (magister militum) при император Майориан; майка му била сестра на Марцелин, управителя на Сицилия и Далмация. От чичо си Непот наследява управлението на далматинското крайбрежие. Женен е за една от племенниците на източния император Лъв I Тракиец, откъдето дошъл и прякора му Непот („племенник“).
През 473 г. получава титлата „patricius“. Вероятно още през пролетта на 474 г. e издигнат за Цезар от източния император Лъв II и Зенон в Равена притив слабия западен император Глицерий. След неговото смъкване той получава на 24 юни в Рим титлата Август („Augustus“).

## Възкачване
Когато Лъв I отказва да признае легитимността на Глицерий през 474 г., назначава Юлий Непот за император на Западната Римска империя и го изпраща да поеме управлението в Италия. С пристигането на Непот в Равена, Глицерий преценява че войските му не са достатъчни за да победи, поради което абдикира доброволно и се предава през юни 474 г. Животът му е пощаден и той е изпратен като епископ в Салона.
Непот се постарал да изглежда като един от малкото дейни западни императори, но отношенията му със Сената в Рим не били добри. По време на неговото кратко властване, Ойрих, предводителят на вестготите, окончателно обявява, че неговата държава не е вече федеративно кралство в състава на Империята, а напълно самостоятелна страна и обсажда Арверн - главния град на областта Прованс (бивша Нарбонска Галия). Непот е принуден да сключи нов мирен договор с вестготите, съгласно който признава териториалните претенции на варварите над този регион.

## Сваляне
Фатална грешка на Непот се оказва назначаването на Флавий Орест за магистър милитум /магистър на армията/. Последният, след като приема командването през август 475 г., за да води войната против вестготите, достигайки Равена провъзгласява за император десетгодишния си син Ромул Августул /тъй като не произхожда от родът на западно римските императори не могъл да заеме този пост сам, но Рому Августул е по майчина линия внук на римски аристократ от Панония в роднининска връзка с Юлий Непот и има права да заеме западно римския престол/. Непот напуска Италия и се укрива в Далмация, като фиктивно продължил да бъде признаван за император в Галия и други провинции на Западната империя.

### Изгнание
През следващата 476 г. германският вожд Одоакър изявил претенции за владения в Италия и поради несъгласието на Орест превзел Равена, екзекутирал Орест и изпратил сина му Ромул Августул при негови богати роднини в Южна Италия. След като установил контрол над цяла Италия, Одоакър изпратил писмо на новия източен император Зенон с молба да бъде назначен за управител на полуострова. Зенон се съгласил при условие че, Одоакър признае върховенството на Непот като западен император. Одоакър се съгласил. Така фактически, въпреки че Италия се контролирала от Одоакър, Юлий Непот фиктивно продължавал да се счита за император и в Италия и Галия били сечени монети с негово изображение.
Предполага се, че Непот е опитал да си възвърне контрола над Италия, което предизвикало недоволството на Одоакър. На 9 май 480 г. Непот бил убит от двама свои приятели, подкупени може би от неговия стар враг Глицерий. Веднага след смъртта на Непот, Одоакър завзел Далмация под предлог, че отмъщава на убийците му и изпратил императорските инсигнии в Константинопол, а Глицерий направил епископ в Медиолан.
Император Зенон взел решение да не назначава нов западен император, оставайки по този начин единствения владетел на империята.